# گکوی مخملی مرمرین درون‌بوم

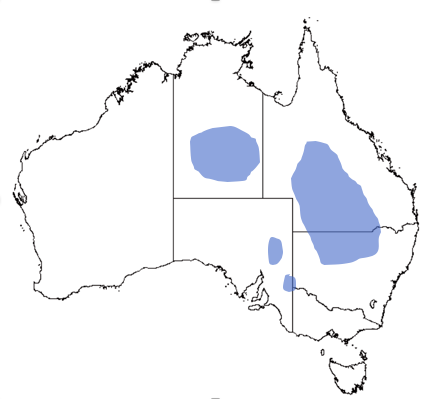
توزیع تخمینی «گکوی مخملی مرمرین درون‌بوم» در استرالیا، به رنگ آبی نشان داده شده است.

گکوی مخملی مرمرین درون‌بوم (نام علمی: Oedura cincta) نام یک گونه از سرده گکوهای مخملی است.